# Nick Carter, le roi des détectives
Pour plus de détails, voir Fiche technique et Distribution.
Nick Carter, le roi des détectives est une série de six courts-métrages muets de Victorin Jasset, sortis entre septembre et novembre 1908. Elle met en scène des aventures du détective Nick Carter. 
Cette série d'anthologie est pionnière dans le genre du film policier. Après son succès, deux suites sont tournées : Les Nouvelles Aventures de Nick Carter, puis Les Merveilleux Exploits de Nick Carter.

## Fiche technique
- Titre : Nick Carter, le roi des détectives
- Réalisation : Victorin Jasset
- Scénario : Georges Hatot, d'après les romans de John R. Coryell
- Société de production : Eclair
- Pays d’origine :  France
- Langue originale : français
- Format : Noir et blanc – 1,33:1 – Muet
- Genre : policier

## Distribution
- Pierre Bressol : Nick Carter

## Liste des films
1. Le Guet-apens
2. L'Affaire des bijoux
3. Les Faux-monnayeurs
4. Les Dévaliseurs de banque
5. Les Empreintes
6. Les Bandits en habit noir